# Astrobiology Field Laboratory
Astrobiology Field Laboratory (också känd som AFL) var en föreslagen NASA-sond i form av en Rover för att studera och undersöka ytan på planeten Mars. Den planerades att skjutas upp någon gång runt 2016, troligtvis med en Atlas V, men projektet avvecklades på grund av brist på finansiering. Den skulle ha byggts av Jet Propulsion Laboratory. 

## Uppdrag
Astrobiology Field Laboratorys huvudsakliga uppgift skulle ha varit att studera och undersöka ytan på Mars. Det föreslogs att den skulle använda en radioisotopgenerator som sin energikälla i likhet med den på Curiosity. AFL var tänkt att sköta sina uppgifter på Mars under minst två Marsår, vilket motsvarar lite knappt fyra jordår (ett Marsår är cirka 1,88 jordår), eventuellt med en förlängning på ytterligare ett Marsår eller mer.
Varken planering eller finansiering för AFL var dock klar, och projektet drabbades av nedskalning, bland annat på grund av kritik mot konstruktionen som sådan.